# Кемпа-Вульчинська
Кемпа-Вульчинська (пол. Kępa Wólczyńska) — село в Польщі, у гміні Козениці Козеницького повіту Мазовецького воєводства.
Населення — 75 осіб (2011).
У 1975-1998 роках село належало до Радомського воєводства.

## Демографія
Демографічна структура станом на 31 березня 2011 року:
|          | Загалом | Допрацездатний вік | Працездатний вік | Постпрацездатний вік |
| -------- | ------- | ------------------ | ---------------- | -------------------- |
| Чоловіки | 31      | 4                  | 25               | 2                    |
| Жінки    | 44      | 8                  | 23               | 13                   |
| Разом    | 75      | 12                 | 48               | 15                   |